# The Candidate for Goddess
The Candidate for Goddess (女神候補生 Megami Kōhosei?) (en Estados Unidos Pilot Candidate) es un manga creado por Yukiru Sugisaki (杉崎ゆきる?), serializado en la revista Comic Gum de la editorial Wani Books, lleva 5 tomos recopilatorios en el país nipón, aunque la serie lleva parada desde hace más de diez años. Tuvo una conversión al anime por el estudio XEBEC, del cual se hicieron 12 capítulos y un OVA.
La serie fue licenciada y emitida por Locomotion para Latinoamérica, inicialmente en el segmento Anime Loving y luego en la programación regular. Animax la siguió transmitiendo luego del cierre de Locomotion, desde agosto del 2005 hasta mayo del 2006. En Estados Unidos el contenido de la serie fue editado en algunos aspectos, la palabra "Goddess" (Diosa) fue removida del título siendo renombrada como Pilot Candidate, y fue emitida en el segmento Adult Swim de Cartoon Network en el año 2002.

## Argumento
En el año 4088 S.C., un cataclismo provocó la aniquilación de cuatro sistemas planetarios, por lo que la humanidad se vio forzada a vivir en colonias espaciales. El único planeta restante es Zion, la última esperanza de la humanidad.
Es el año 5030 S.C., el protagonista de la historia es Rei Enna, mejor conocido como «Zero», un joven de quince años que acude a la G.O.A. (Goddess Operator Academy) para convertirse en piloto y optar a conducir a las Ingrid, también conocidas como Diosas, robots de gran poder y de gigantescas proporciones creados para poder combatir a los Victims, monstruos espaciales que amenazan con destruir Zion. 
Sin embargo, para poder controlarlos, se requiere un entrenamiento y hablidad especial: la energía EX.

## Personajes

### Candidatos a pilotos de las diosas
Zero Enna (ゼロ・エンナ (苑名 零) Zero Enna?)
- Nombre auténtico: Rei Enna
- Número candidato: 88
- Edad: 15
- Tipo de sangre: EO
- Altura: 156 cm
- Peso: 48 kg
- Color pelo: Marrón (azul en estado EX)
- Color ojos: Azul
- Voz: Yukimasa Obi

Zero perdió a su padre cuando era muy pequeño y fue reclamado posteriormente por su madre en una remota colonia. Su verdadero nombre es Rei pero sus amigos siempre lo llamaron Zero. Su madre le decía que ese nombre era lo único que tenía de su padre, el cual se lo dio el día que nació, Lo cual mediante la trama se va desenvolviendo parece que esta no es su madre verdadera y pues solo le mintió para hacerlo menos doloroso para él. Airoso y optimista en extremo, Zero esconde sus temores y se resiste siempre a estar abatido. Su personalidad optimista y sincera algunas veces saca de cuadro a otros. Siendo un poco obstinado, el no es el candidato más inteligente, pero puede moverse mucho más rápido que cualquier otro. Sus habilidades como piloto son como el carbón que aún no ha sido formado en un diamante porque Zero no puede controlar su Ex. Su número es el 88 y su mecánica es Kizna Towryk.
Hiead Gner
- Número candidato: 87
- Edad: 15
- Tipo de sangre: EO
- Altura: 160 cm
- Peso: 52 kg
- Color pelo: Plateado (blanco)
- Color ojos: Rojo
- Voz: Susumu Chiba

Dejado huérfano en la guerra y forzado para sufrir muchas dificultades, Hiead tiene un odio fuerte para cualquier persona levantada en comodidad. Frío y aparentemente sin emociones, él desconfía de cualquier persona o cualquier cosa , especialmente Zero. Estos rivales comparten las mismas capacidades EX. Hiead es el número 87 y su mecánica es Ikuni Arecto
Erts Virny Cocteau
- Número candidato: 05
- Edad 14
- Tipo de sangre: EO
- Altura: 156
- Peso: 47
- Color pelo: Rubio
- Color ojos: Azul verde
- Voz: Kenji Nojima

Muy joven y forzado a ingresar en el G.O.A., Erts es apacibles y no tiene gusto de luchar. Sus grados son muy buenos y Erts es en amigo Zero. Erts tiene un hermano mayor que es piloto, Ernesto Cuore. Su número es 05.
Clay Cliff Fortran
- Número candidato: 89
- Edad: 15
- Tipo de sangre: EO
- Altura: 159
- Peso: 53
- Color pelo: marrón
- Voz: Hiroyuki Yoshino

El cerebro de la clase, Clay vino al G.O.A. no para ser piloto, sino a estudiar y teorizar. Interesado en muchos y diversos temas. Su eslogan es " muy interesante." Clay' es el número 89 y su mecánica es Zaki Mumuri

### Candidatas a mecánicas de las diosas
Kizuna Towryk
- Edad: 15
- Tipo de sangre: OX
- Altura: 154
- Peso: 254
- Color pelo: Rosa
- Color ojos: Marrón-Grisáceo
- Voz: Nagasawa Miki

La mecánica personal de Zero. Kizuna quiere que Zero la considere como su igual, y no inferior. Los dos parecen tener algunas dificultades en su relación, pero en el fondo confían mucho el uno en el otro. En ocasiones Kizuna parece actuar de manera poco femenina, pero eso se debe a su personalidad racional, las otras chicas mecánicas en su clase la admiran mucho. Es una excelente mecánica y tiene dedos muy hábiles, y un gusto por las cosas dulces. Kizuna tiene orejas de zorro debido a que cuando era pequeña sufrió un accidente que le dañó su oído (Kitsune significa zorro). Al principio le da vergüenza mostrarlas, y las oculta bajo una gorra.

## Episodios
- 00. Conexión
- 01. Alineación
- 02. EX
- 03. Conciencia
- 04. Compañero
- 05. Combinación
- 06. PRO-ING
- 07. Batalla terrestre
- 08. Muerte
- 09. Sueños
- 10. Celos
- 11. Deriva
- 12. Amigos (OVA)